# Hausorden
Als Hausorden (auch Hoforden) bezeichnet man die Orden regierender (oder vormals regierender) Häuser des Hochadels, die ursprünglich für den Souverän, seine Familie und seine Freunde oder Hofchargen gestiftet wurden. Manche dieser Orden bekamen im Laufe der Zeit den Charakter von Militär- oder Zivilverdienstorden, andere blieben den Angehörigen der Fürstenhäuser und ihren dynastischen Verwandten oder nahestehenden und „verdienten“ Unterstützern vorbehalten. Auch im 19. Jahrhundert wurden noch Hausorden gestiftet; eine klare Abgrenzung zu den Verdienstorden gab es nie. Der Oldenburgische Haus- und Verdienstorden des Herzogs Peter Friedrich Ludwig und der Großherzoglich Hessische Haus- und Verdienstorden Ludwigs I. deuteten schon im Namen auf eine Doppelfunktion hin.
In modernen konstitutionellen Monarchien, wie den Niederlanden oder Großbritannien, sind die Monarchen persönlich für die Auszeichnungen mit Hausorden verantwortlich, nicht (wie bei den Verdienstorden) die Regierungen. Bei den vormals regierenden Häusern sind die jeweiligen Familienoberhäupter zugleich bis heute die Großmeister der Hausorden.
Zu den charakteristischen Merkmalen der Hausorden gehören u. a. der Erwerb des Hausordens durch die Prinzen (und bisweilen auch Prinzessinnen) der Dynastie durch Geburt oder infolge Verleihung zum 18. oder 21. Geburtstag, manchmal auch die Begrenzung der Anzahl der sonstigen Ritter. Gewöhnlich kamen (oder kommen) die Ordensträger an einem bestimmten Tag zum jährlichen Ordensfest zusammen, das häufig aus einem Kirchgang im Ordensornat sowie einer Versammlung und einem Festmahl besteht.

## Geschichte
Mit der Herausbildung absolutistischer Staaten im 17. und 18. Jahrhundert setzte ein allgemeiner Wandel im Ordenswesen ein. Die Orden entwickelten sich zu Haus- oder Hoforden, und die Dekoration wurde allmählich zum Selbstzweck. Hausorden gelten zwar als eine Form weltlicher Ritterorden, jedoch markieren sie die Grenze zum Übergang der Orden, von Personengemeinschaften, hin zu Insignien als Belohnung für Verdienste. Die Gemeinschaft existierte häufig nur noch symbolisch, dafür symbolisierten die Insignien ein besonderes Verhältnis zum Souverän und somit Einfluss bei Hofe. Ursprünglich einklassig und nur für den Souverän, dessen Familie und eine limitierte Anzahl adliger Günstlinge vorgesehen, entwickelten sich im Laufe der Zeit viele ehemalige Hausorden zu Verdienstorden weiter.
Landesherren stifteten Hausorden, um einflussreiche Standesherren an sich zu binden und für geleistete Dienste zu belohnen. Dabei handelte es sich meist um einklassige Auszeichnungen. Großmeister war, wie bei den weltlichen Ritterorden, der jeweilige Souverän; die Prinzen des regierenden Hauses waren Mitglieder durch Geburt, wurden aber bei der in den Statuten festgelegten Mitgliederzahl nicht mitgezählt. Äußere Zeichen von Hausorden waren, ebenso wie bei den weltlichen Ritterorden, deren Insignien: das Ordenskreuz (Ordenszeichen, Kleinod oder auch Ordensdekoration), der Ordensstern (Bruststern), die Schärpe, die Ordenskette (Kollane) und die Ordenstracht, die zwar die Zugehörigkeit zu einer elitären Gesellschaft symbolisierten, jedoch nicht mehr Zeichen der Mitgliedschaft in einer klassischen Ordensgemeinschaft waren. Im Gegensatz zu den „echten“ Ritterorden, mit eigenem Landbesitz und Vermögen ausgestatteten und durch eigene Aufnahmeverfahren gebildeten Personengemeinschaften, verfügten Hausorden über keinerlei Besitz oder eigene Mittel, sondern schöpften aus den Zuweisungen des Souveräns. Zu ihren Trägern zählten führende Staatsmänner sowie einflussreiche Vertreter der Kirche und der Geisteswissenschaften. Die Aufnahme oder die Verleihung war mit diversen Ehrenrechten und materiellen Zuwendungen, aber auch mit verschiedenen Verpflichtungen verbunden. Zu den Rechten zählten unter anderen der Zutritt am Hof, die Gewährung von Audienzen beim Landesherrn oder Pensionszahlungen und Gelddotationen. Zu den Pflichten gehörte unter anderen das Tragen der Ordensdekoration in der Öffentlichkeit, die Teilnahme am Zeremoniell des Ordens, vor allem aber unbedingte Treue zum Herrscherhaus.
Hausorden wurden zunächst nicht in Ordensklassen unterteilt und waren ausschließlich dem (Hoch-)Adel vorbehalten, was sich mit dem Erstarken des Bürgertums allmählich änderte. Einige Hausorden wurden später auch an Nicht-Adlige verliehen, wobei, wie beispielsweise beim Schwarzen Adlerorden, die Beliehenen neben der Insigne oft einen Wappenbrief erhielten, der sie in den erblichen Adelsstand erhob. Zudem begründeten viele Orden einen höheren Rang bei Hofe; so nahmen die Träger Preußens höchsten Ordens, des Schwarzen Adlerordens, in der höfischen Hierarchie eine Position unmittelbar hinter den höchsten Hofämtern und vor den Kardinälen ein. Bis etwa 1750 wurden einige Ordensstiftungen als „Erneuerung“ bezeichnet, um den Orden ein älteres Alter zu geben. Dabei wurde sich häufig auf Abzeichen bezogen, bei denen es sich nicht um Orden handelte (Seraphinenorden, Distelorden), auf Orden, die längst erloschen waren (Hubertusorden) oder deren mittelalterliche Gründung unbelegt ist (Georgsorden, Dannebrogorden). Der Konstantinorden der albano-byzantinischen Angeli-Dynastie und später der Könige von Sizilien führte sich sogar auf Konstantin den Großen zurück.
Bedeutende Hausorden waren
- Hubertusorden, gestiftet 1444 durch Gerhard von Jülich-Berg und 1708 erneuert durch Johann Wilhelm von der Pfalz
- Dannebrogorden gestiftet 1671 durch Christian V.
- Distelorden, gestiftet 1687 durch Jakob VII. von Schottland
- St.-Andreas-Orden, gestiftet 1698 durch Peter den Großen, Zar von Russland
- Schwarzer Adlerorden, gestiftet 1701 durch Friedrich III. von Brandenburg
- Roter Adlerorden, gestiftet 1705 durch Georg Wilhelm von Brandenburg-Bayreuth
- Hausorden der Treue, gestiftet 1715 durch Markgraf Karl III. Wilhelm von Baden-Durlach
- Hausritterorden vom Heiligen Georg, gestiftet 1729 durch Karl I. Albrecht von Bayern
- Seraphinenorden, gestiftet 1748 durch Friedrich I. von Schweden
- Hausorden vom Goldenen Löwen, gestiftet 1770 durch Friedrich II., Landgraf zu Hessen-Kassel
- Hausorden der Rautenkrone, gestiftet 1807 durch Friedrich August I., König von Sachsen
- Herzoglich Sachsen-Ernestinischer Hausorden, gestiftet 1833 durch Friedrich von Sachsen-Altenburg, Ernst I. von Sachsen-Coburg und Gotha und Bernhard II. Erich Freund von Sachsen-Meiningen und Hildburghausen
- St. Georgs-Orden, gestiftet 1839 durch Ernst August I., König von Hannover

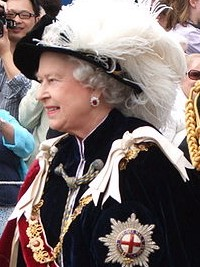
Hosenbandorden (gestiftet 1348)
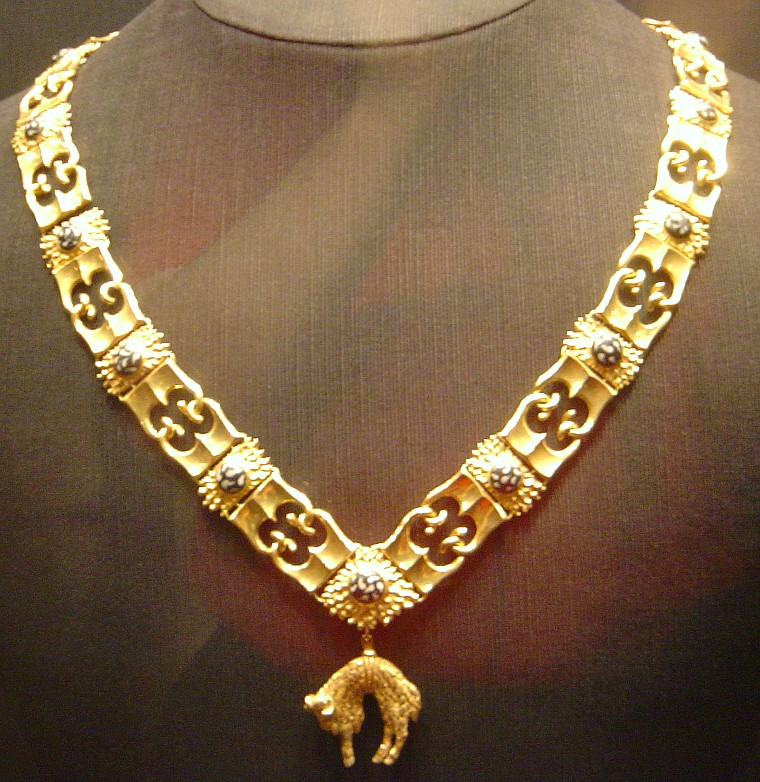
Orden vom Goldenen Vlies (gestiftet 1430)
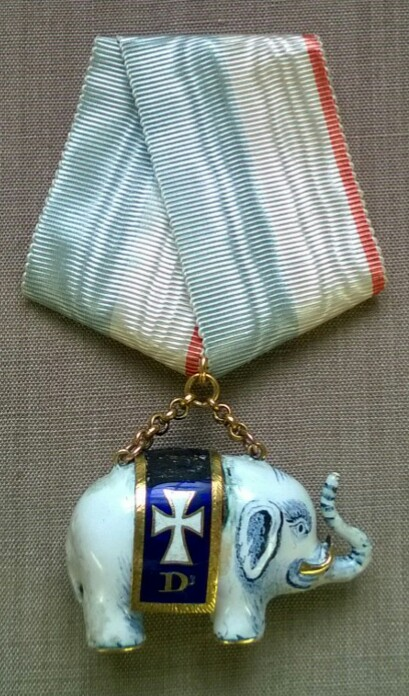
Elefanten-Orden (gestiftet 1462)
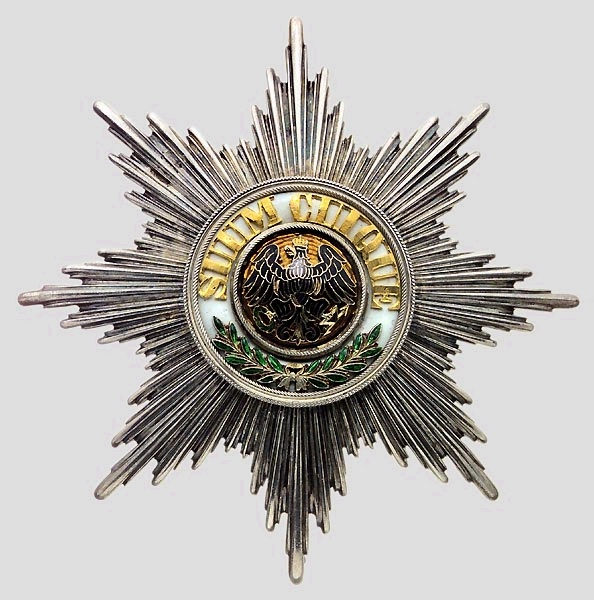
Schwarzer-Adler-Orden (gestiftet 1701)
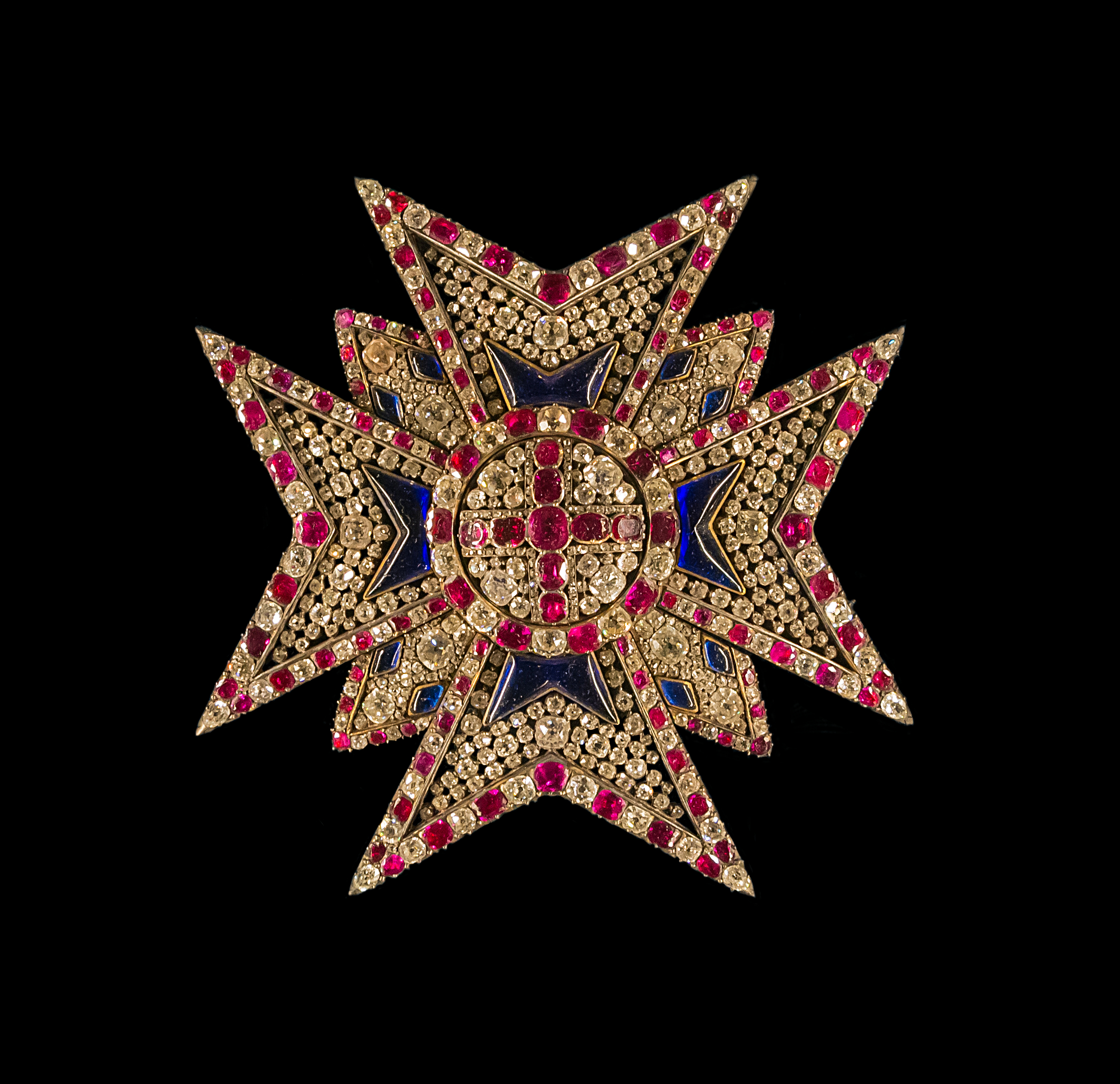
Hausritterorden vom Heiligen Georg (gestiftet 1729)

## Hausorden regierender Monarchen
- Dänemark: Elefanten-Orden
- Monaco: Orden des heiligen Karl
- Niederlande: Hausorden von Oranien
- Niederlande und Luxemburg: Nassauischer Hausorden vom Goldenen Löwen
- Schweden:
  - Königlicher Seraphinenorden
  - Orden Karls XIII.
- Spanien: Orden vom Goldenen Vlies

- Vereinigtes Königreich
  - Hosenbandorden
  - Distelorden
  - Royal Victorian Order

## Hausorden deutscher Adelshäuser
Die Adelsfamilien des deutschen Kaiserreiches verleihen teilweise noch ihre alten Hausorden:
- Haus Anhalt (Askanier): Hausorden Albrechts des Bären
- Haus Baden: Hausorden der Treue
- Haus Wittelsbach:
  - Hubertusorden
  - Hausritterorden vom Heiligen Georg
  - Theresienorden (Damenorden)
- Haus Hannover:
  - St. Georgs-Orden
  - Orden Heinrichs des Löwen
- Haus Hessen:
  - Hausorden vom Goldenen Löwen
- Haus Hohenlohe:
  - Fürstlich Hohenlohescher Haus- und Phönixorden
- Haus Hohenzollern:
  - Schwarzer Adlerorden
  - Hausorden von Hohenzollern
- Haus Isenburg: Orden Pour mes Amis
- Haus Mecklenburg: Hausorden der Wendischen Krone
- Haus Oldenburg: Oldenburgischer Haus- und Verdienstorden des Herzogs Peter Friedrich Ludwig
- Haus Reuß: Reußisches Ehrenkreuz
- Haus Wettin:
  - Albertiner:
    - Hausorden der Rautenkrone
    - St. Heinrichsorden

  - Haus Sachsen-Weimar: Hausorden vom Weißen Falken
  - Haus Sachsen-Coburg und Gotha: Herzoglich Sachsen-Coburg und Gotha’scher Hausorden
- Haus Lippe: Lippischer Hausorden
- Haus Schwarzburg: Ehrenkreuz von Schwarzburg
- Thurn und Taxis: Orden De Parfaite Amitié
- Haus Württemberg: Orden der Württembergischen Krone

## Hausorden anderer Adelshäuser
- Haus Zogu (Albanien):
  - Ehrenkette von Albanien
  - Besa-Orden
  - Skanderbeg-Orden
- Haus Orléans-Braganza (Brasilien)
  - Orden der Rose
- Haus Sachsen-Coburg-Koháry, Bulgarische Linie:
  - Orden der Heiligen Kyrill und Methodius
  - Orden der Heiligen Olga und der Heiligen Sophia (Damenorden)
- Haus Bourbon (Linien Anjou und Orléans in Konkurrenz):
  - Orden vom Heiligen Geist
  - Michaelsorden
- Haus Bourbon-Sizilien
  - Januariusorden
  - Konstantinorden
- Georgische Bagratiden, Muchrani-Linie
  - Orden der heiligen Tamara
- Haus Glücksburg, Griechische Linie
  - Orden des Heiligen Georg und Heiligen Konstantin
  - Orden der Heiligen Olga und der Heiligen Sophia
- Haus Savoyen (Italien):
  - Annunziaten-Orden
  - Orden der Heiligen Mauritius und Lazarus
  - Verdienstorden von Savoyen
- Haus Petrović-Njegoš (Montenegro):
  - Familienorden vom Heiligen Petrus
  - Orden Danilos I. für die Unabhängigkeit
- Haus Habsburg, Kaiserlich-österreichische Linie:
  - Orden vom Goldenen Vlies
  - Sternkreuzorden
  - St. Georgs-Orden
- Haus Habsburg, Toskanische Linie:
  - Stephansorden
  - Josephsorden
- Haus Braganza (Portugal)
  - Orden vom Flügel des heiligen Michael
  - Orden unserer lieben Frau von Vila Viçosa
  - Orden der heiligen Isabella (Damenorden)
- Haus Hohenzollern (Rumänische Linie)
  - Orden der Krone von Rumänien
  - Orden Karls I.
- Haus Romanow-Holstein-Gottorp (Russland)
  - Orden des Heiligen Andreas des Erstberufenen
  - Orden der Heiligen Katharina (Damenorden)
  - Orden des Heiligen Alexander Newski
  - Orden des Heiligen Nikolaus (gegründet im Exil 1929)
  - Orden des Erzengels Michael (gegründet 1988)
  - Damenorden der Heiligen Anastasia (gegründet 2010)